# Abbotsford, Kanada

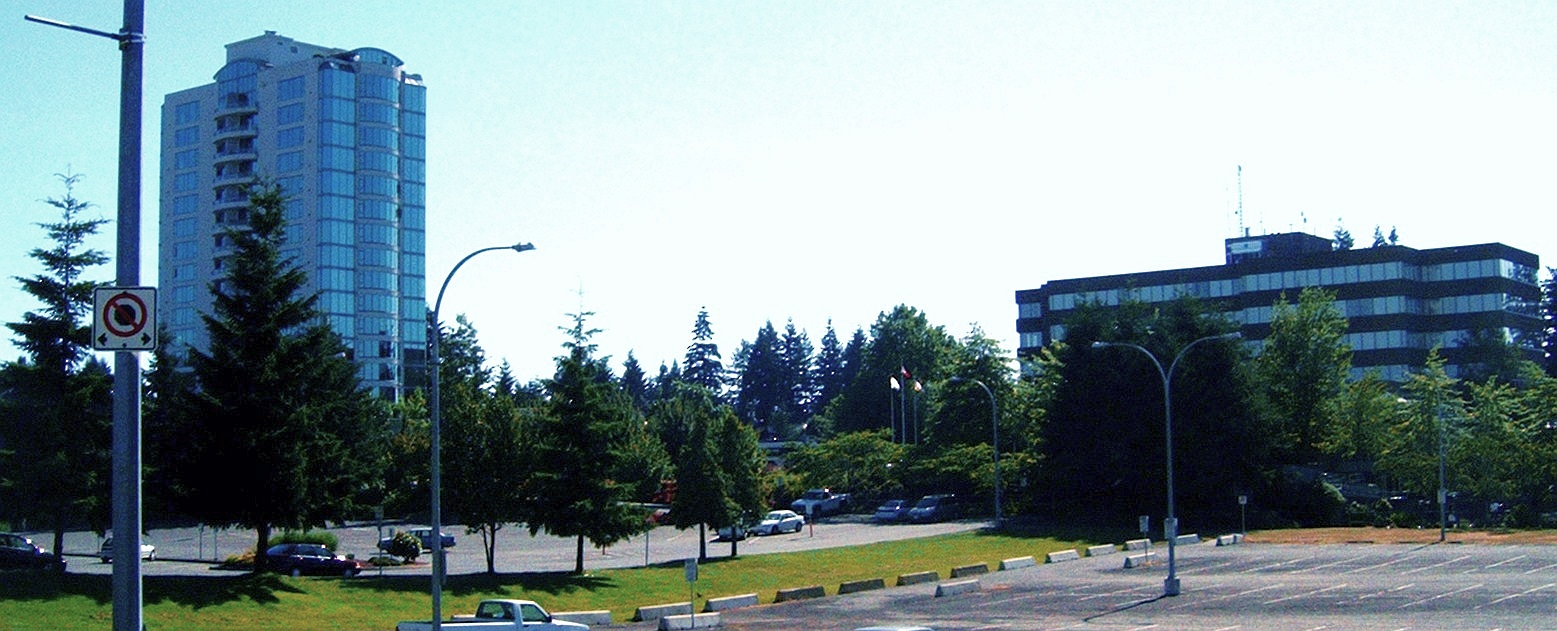
Abbotsfords stadshus.

Abbotsford är en stad i det regionala distriktet Fraser Valley i British Columbia i västra Kanada, strax öster om Greater Vancouver. Kommunen är till invånarantalet den femte största i British Columbia, med 123 864 invånare (2006). Storstadsområdet (Census Metropolitan Area), som även omfattar distriktet Mission, är det 23:e folkrikaste i Kanada, med 159 020 invånare (2006).
I staden finns University of the Fraser Valley, Abbotsford International Airport, där Abbotsford International Airshow hålls, samt AHL-laget Abbotsford Heat.
Kommunens södra gräns är riksgränsen mot USA (delstaten Washington); på andra sidan gränsen ligger småstaden Sumas. Abbotsford gränsar också mot de kanadensiska kommunerna Township of Langley i väster, Mission i norr (längs Fraserfloden) och Chilliwack i öster.
Området började koloniseras på 1860-talet. Samhället Abbotsford blev en egen kommun 1892. Distriktet Sumas gick upp i Abbotsford 1972 och distriktet Matsqui 1995, samtidigt som Abbotsford fick status som stad.